# Loče, Štalenska gora
Loče (nemško Latschach) je naselje v Občini Štalenska gora v Okraju Celovec-dežela na Koroškem v Avstriji.